# جایزه سینمایی ققنوس

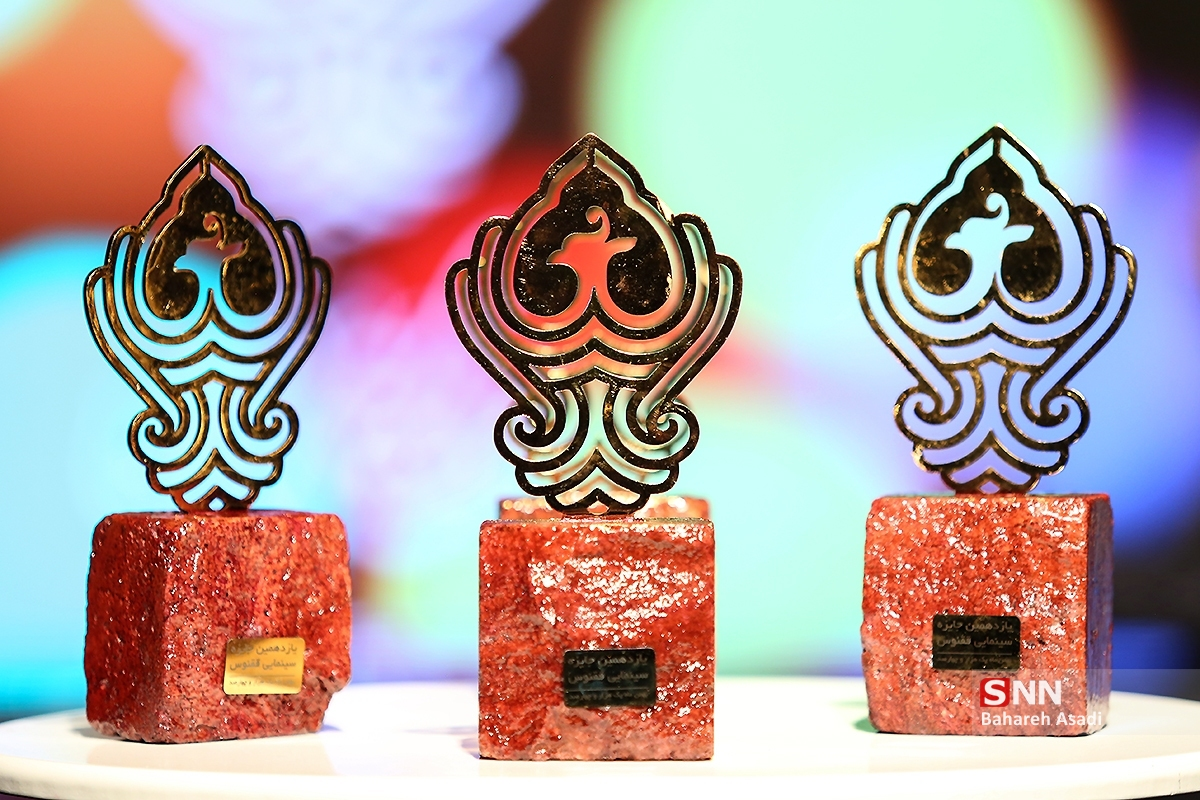
تندیس جایزه سینمایی ققنوس

جایزه سینمایی ققنوس جایزه گفتمان سال جنبش فکری هنری سینما انقلاب است که از سال ۱۳۸۹ به به بعد به فیلم های برتر گفتمان سال سینما انقلاب اهدا می‌شود.
شاخص های داوری این جایزه سینمایی متغیر است و هر سال متناسب با گفتمان سال جنبش فکری هنری سینما انقلاب تغییر میکند.

## شیوه داوری جایزه
داوری این جایزه سینمایی نوعی جدید از داوری جایزه های سینمایی در ایران است و در آن در ابتدا یک شبکه داوری متشکل از مخاطبان جنبش فکری هنری سینما انقلاب یعنی ترکیبی از استادان علوم انسانی، استادان سینما، تولیدکنندگان آثار سینمایی و منتقدان سینما تحت عنوان جمعیت داوران جایزه سینمایی ققنوس به داوری آثار پرداخته و آراء این جمعیت داوران در یک هیپت داوری مرکزی جمع بندی می‌شود و سپس سه برنده جایزه سینمایی ققنوس مشخص می‌گردند.

## مخاطبین جایزه سینمایی ققنوس
مخاطبین این جایزه جمعی از استادان علوم انسانی، استادان سینما، تولیدکنندگان آثار سینمایی و منتقدان سینما میباشند.

## محافل هم‌اندیشی جایزه سینمایی ققنوس
این محافل با حضور تولیدکنندگان آثار سینمایی برگزار و در آن جمعی از استادان و اندیشمندان حوزه سینما و علوم انسانی به بررسی و نقد آثار سینمایی از منظر گفتمان سال سینما انقلاب میپردازند. موضوعات فیلم های سینمایی محل ورود به مباحث اساسی گفتمانی سینما انقلاب می‌شود و در این محافل بیشتر به پرداخت به آن مسائل گفتمانی اقدام می‌گردد.